# … pour un maillot jaune
… pour un maillot jaune és un documental francès de 1965, descrit com un homenatge cinematogràfic, sobre el Tour de França de 1965. Va ser realitzat pel director de cinema francès, Claude Lelouch. Lelouch és més conegut com a director d' Un homme et une femme l'any 1966.

## La pel·lícula
Pour un maillot jaune (Per un maillot groc) segueix el Tour de França de 1965 no com un documental esportiu sinó com una pel·lícula atmosfèrica dels esdeveniments que l'envolten. Allà on es mostren els pilots corrent, és una il·lustració de les dificultats o el perill que s'enfronten. Els esdeveniments principals són les rutines diàries dels competidors, el control dels espectadors per part dels oficials (que Lelouch destaca afegint sorolls d'animals a la banda sonora), els dies monòtons dels periodistes que segueixen la cursa durant hores per escriure només uns centenars de paraules, i l'entreteniment nocturn que ofereix l'estació de ràdio Europe-1.
La pel·lícula comença amb una escena de pilots que arriben a la sortida amb tren i després dels organitzadors de la cursa Jacques Goddet i Félix Levitan i un home anònim amb una cigarreta a la boca supervisant el tall d'un blau i blanc. i un llaç vermell a l'altra banda de la carretera mentre una banda toca la Marsellesa, l'himne nacional. A continuació, la pel·lícula salta, com passa durant els seus 30 minuts, a una missa a l'aire lliure per als pilots que porten la seva roba de carrera.
Hi ha fotografies dramàtiques de corredors escalant muntanyes, sovint amb vistes impressionants, una lluita que Lelouch emfatitza en desaparèixer lentament la música semblant al batec del cor fins gairebé al silenci, posant l'accent en la batalla solitària i silenciosa de cada genet amb ell mateix. En escenes més alegres, el gerent de l'equip Raphael Géminiani es mostra enfadat adonant-se que ha estat filmat mentre dormia, i Louis Guerlacher es mostra pastant els músculs d'un ciclista com si fossin baguettes xopes.

## La tècnica
A diferència de Vive le Tour, una pel·lícula anterior de Louis Malle i amb la qual s'associa inevitablement Pour un maillot jaune, Claude Lelouch no utilitza cap narrador i depèn de la pel·lícula per explicar la seva pròpia història. Retrata l'esperit del moment amb temes musicals repetits, alguns d'ells no sempre perfectament editats.

## La carrera
El Tour de França de 1965 va ser guanyat per un jove italià anomenat Felice Gimondi, incorporat a competició tardanament. Els francesos havien esperat que el guanyador fos Raymond Poulidor rellevat per una vegada de cavalcar contra Jacques Anquetil que sempre l'havia vençut. Per la Chartreuse, però, Gimondi va ser imbatible i fins i tot va atacar Poulidor i el va deixar enrere "només per demostrar a Raymond que podia anar més ràpid i que era el millor home".
La pel·lícula acaba quan Gimondi fa la seva volta d'honor al Parc dels Prínceps París.
L'encant de la pel·lícula per als entusiastes del ciclisme és veure el Tour tal com era fa quatre dècades, quan els guanyadors pujaven en podis precaris de pals de bastida, dormien en hotels de mala mort i es treien una clau de la butxaca per canviar l'alçada del manillar mentre pedalaven.